# Gora Berëzkinyh
Gora Berëzkinyh är ett berg i Antarktis. Det ligger i Östantarktis. Norge gör anspråk på området. Toppen på Gora Berëzkinyh är 1 954 meter över havet.
Terrängen runt Gora Berëzkinyh är huvudsakligen kuperad, men norrut är den bergig.  Trakten är obefolkad. Det finns inga samhällen i närheten.